# Palaeotapirus
Palaeotapirus (лат.) — род вымерших травоядных млекопитающих из семейства тапировых отряда непарнокопытных. Ископаемые остатки представителей рода известны из миоценовых отложений (15,97—11,61 млн лет назад) Евразии. Первоначально они описаны из нижнемиоценовых отложений Западной Европы (Palaeotapirus helvetius). В 1973 году в диатомовых сланцах китайской провинции Шаньдун были найдены левый верхний четвертый премоляр и первый моляр, определённые как зубы представителя рода Palaeotapirus. На их основе был выделен новый вид Palaeotapirus xiejiaheensis. От японского вида Palaeotapirus yagii известны только нижние премоляры и моляры.